# Premios Ninfa
Los Premios Ninfa son unos premios otorgados anualmente por el Salón Erótico de Barcelona para reconocer a los profesionales más destacados de la industria del entretenimiento para adultos en España.  Estos premios, herederos de una tradición anterior dentro del festival de cine erótico de Barcelona, buscan el reconocimiento dentro del sector profesional y entre el público interesado en el entretenimiento para adultos.

## Historia
Los Premios Ninfa tienen su origen en los galardones homónimos que se entregaban, junto a los Premios Heatgay, en el Festival Internacional de Cine Erótico de Barcelona, un evento que se celebró entre 1993 y 2007 y que fue un referente en España para la industria del cine erótico. Tras la desaparición del festival, el Salón Erótico de Barcelona, evento considerado su sucesor en la promoción de la cultura erótica y la industria del entretenimiento para adultos en España, en colaboración con la revista Primera Línea, decidió recuperar estos premios en 2013.
En su primera etapa de relanzamiento, en la edición de 2013,  no se constituyó un jurado, y los ganadores se eligieron por votación de profesionales del sector y del público.  Hasta 2015, se denominaron Premios Ninfa Primera Línea, con categorías diferenciadas para contenido heterosexual y homosexual. A partir de 2016, la denominación simplificó a Premios Ninfa para todas las categorías, manteniendo la distinción entre categorías heterosexuales y gais en la premiación.

## Objetivo
El objetivo principal de los Premios Ninfa es dinamizar y dar visibilidad al sector del entretenimiento para adultos en España, reconociendo la labor de sus profesionales en diversas áreas.

## Jurado
Cada año, el Salón Erótico de Barcelona invitaba a un jurado compuesto por personalidades y especialistas de la industria pornográfica, dividiéndolo en dos grupos: uno para las categorías heterosexuales y otro para las categorías gais.  Entre los miembros del jurado a lo largo de los años se han encontrado actores y actrices porno, directores de cine, periodistas especializados, sexólogos y otras figuras relevantes del sector.

## Sistema de votación
El proceso de selección de los ganadores se basaba en las propuestas de las productoras participantes, que eran evaluadas por el jurado.  Para asegurar la transparencia, los resultados de las votaciones eran custodiados por un notario.  Además de las categorías juzgadas por el jurado, se incluían algunas categorías votadas directamente por el público y premios especiales otorgados directamente por el Salón Erótico de Barcelona.

## Galas

### Gala 2013
La primera gala de los Premios Ninfa tuvo lugar el 9 de octubre en el Auditori de Cornellà de Llobregat (Barcelona), siendo presentada por Ricardo Jordán. En esta edición inaugural, no hubo jurado y los premios se decidieron por votación de profesionales del sector censados en el Salón Erótico de Barcelona.
| CATEGORÍAS DESTACADAS               | PREMIADOS            |
| ----------------------------------- | -------------------- |
| Mejor actor                         | Rob Diesel           |
| Mejor actriz                        | Gigi Love            |
| Mejor director                      | Roberto Chivas       |
| Mejor actriz revelación             | Noemilk              |
| Mejor empresa                       | Actricesdelporno.com |
| Mejor empresa internacional         | Brazzers.com         |
| Premio Especial del SEB - Klic Klic | Katia Sambucca       |
| Reconocimiento a toda una carrera   | Torbe                |

### Gala 2014
La gala de 2014 se celebró el 1 de octubre en el Teatro Principal de Barcelona, nuevamente con Ricardo Jordán como presentador. El jurado de esta edición contó con figuras como la actriz Cayetana Guillén Cuervo (en la categoría gay) y especialistas del sector.
| CATEGORÍAS DESTACADAS                | PREMIADOS            |
| ------------------------------------ | -------------------- |
| Mejor actor                          | David el Moreno      |
| Mejor actriz                         | Amarna Miller        |
| Mejor director                       | Raúl Lora            |
| Mejor actriz revelación              | DaytonaX             |
| Mejor empresa española               | Actricesdelporno.com |
| Mejor empresa extranjera             | Brazzers.com         |
| Mejor actor (categoría gay)          | Alejandro Mango      |
| Premio Honorífico de la Organización | Max Cortés           |
| Premio Especial de la Organización   | Bonnie Rotten        |

### Gala 2015
La gala de 2015 tuvo lugar el 4 de octubre en la discoteca Danzatoria de Barcelona, siendo presentada por Ricardo Jordán por tercer año consecutivo.
| CATEGORÍAS DESTACADAS                | PREMIADOS                                 |
| ------------------------------------ | ----------------------------------------- |
| Mejor actor                          | Potro de Bilbao                           |
| Mejor actriz                         | Carolina Abril                            |
| Mejor actriz revelación              | Apolonia Lapiedra                         |
| Mejor web                            | Actricesdelporno.com                      |
| Mejor actor (categoría gay)          | Ángel Cruz                                |
| Premio Honorífico de la Organización | Sophie Evans                              |
| Premio Primera Línea                 | Juani de Lucía (Sala Bagdad de Barcelona) |
| Premio SEB APRICOTS                  | Ramón Nomar                               |

### Gala 2016
En 2016, la gala se trasladó a la discoteca City Hall de Barcelona, celebrándose el 30 de noviembre y con Ricardo Jordán nuevamente como maestro de ceremonias.
| CATEGORÍAS DESTACADAS                | PREMIADOS            |
| ------------------------------------ | -------------------- |
| Mejor actor                          | Juan Lucho           |
| Mejor actriz                         | Silvia Rubí          |
| Mejor director                       | Pablo Ferrari        |
| Mejor actriz revelación              | Lilyan Red           |
| Mejor web                            | Actricesdelporno.com |
| Mejor actor (categoría gay)          | Viktor Rom           |
| Premio Honorífico de la Organización | Peret                |
| Premio Especial SEB APRICOTS         | José María Ponce     |

### Gala 2017
La gala de 2017 se celebró el 15 de noviembre en el teatro Lluïsos de Gràcia de Barcelona, con Ricardo Jordán como presentador.
| CATEGORÍAS DESTACADAS                   | PREMIADOS                |
| --------------------------------------- | ------------------------ |
| Mejor actor                             | Emilio Ardana            |
| Mejor actriz                            | Apolonia Lapiedra        |
| Mejor director                          | Julio Rocco              |
| Mejor actriz revelación                 | Estefani Tarragó         |
| Mejor actor internacional               | Nacho Vidal              |
| Mejor actriz internacional              | Amirah Adara             |
| Mejor página web                        | Altporn4u.com            |
| Mejor actor (categoría gay)             | Ken Summers              |
| Premio Honorífico Fernando Chierichetti | Hermanas Ortega          |
| Premio Especial del SEB                 | Fundación Vicki Bernadet |

### Gala 2018
La gala de 2018 repitió ubicación en el teatro Lluïsos de Gràcia de Barcelona el 15 de noviembre, manteniendo a Ricardo Jordán como presentador.
| CATEGORÍAS DESTACADAS                   | PREMIADOS     |
| --------------------------------------- | ------------- |
| Mejor actor                             | Nick Moreno   |
| Mejor actriz                            | Irina Vega    |
| Mejor director                          | Xavi Rocka    |
| Mejor actriz revelación                 | Lara Duro     |
| Mejor actor internacional               | Jordi Porn    |
| Mejor actriz internacional              | Francys Belle |
| Mejor web personal española             | Juanlucho.com |
| Mejor actor (categoría gay)             | Diego Reyes   |
| Premio Honorífico Fernando Chierichetti | Bibian Norai  |
| Premio Especial del SEB                 | Carlos Resa   |